# ثغرة إلكترونية
ثغرة إلكترونية في الفيزياء وعلى الأخص أشباه الموصلات هي ثغرة تخيلية موجبة الشحنة، وتشترك مع الإلكترونات في نقل التيار الكهربائي وهي توجد في المواد شبه الموصلة ويساعد على إنشائها تشويب المادة شبه الموصلة مثل الجرمانيوم بشوائب من مادة أخرى، وتصل تركيزها في شبه الموصل إلى نحو 1 :1.000.000.
.
وينتقل التيار الكهربائي واقعيا عن طريق حركة الإلكترونات وقد ابتكرت فكرة الثغرة الإلكترونية من باب تبسيط المعاملة الرياضية المتعلقة بوصف أشباه الموصلات.

## وصفها

إلى اليسار: تولد زوج الإلكترون والثغرة، وحركة أحد الإلكترونات وعودة ارتباطه بثغرة في بلورة السيليكون.وإلى اليمين : نطاق ارتباط الإلكترون في الذرة (كمومي) وأعلاه نطاق تحرر الإلكترون (نطاق التوصيل) عند اكتسابه حرارة.

تنشأ الثغرة الإلكترونية عند إثارة أحد الذرات في البناء البلوري لمادة مثل السيليكون. ففي البلورة الأحادية لعنصر شبه موصل مثل السيليكون والجرمانيوم أو لمركب شبه موصل نقي مثل أرسينيد الجاليوم وغيرها تكون إلكترونات التكافؤ جمعها مشتركة في الربط بين الذرات عند درجة حرارة الصفر المطلق. أي تكون جميع إلكترونات التكافؤ مرتبطة بالذرات مباشرة ويكون نطاق التوصيل (نطاق التوصيل في الذرة) خاليا من الإلكترونات. لذلك فلا يكون هناك إمكانية لتكون الثغرة الإلكترونية.
ولكي تتكون الثغرة الإلكترونية فلا بد من إثارة الذرة عن طريق رفع درجة حرارتها مثلا وتسمى هذه إثارة حرارية، أو عن طريق امتصاص الذرة لأحد الفوتونات. فعندئذ يرتفع أحد إلكترونات الذرة من نطاق الأرتباط إلى نطاق التوصيل، ويخلف وراءه ذرة ناقصة إلكترون (ثغرة إلكترونية موجبة الشحنة)، ويسمي الفزيائيون تلك التشكيلة زوج الإلكترون والثغرة.

## تأثير مجال كهربائي
عندما يوضع شبه الموصل تحت جهد كهربائي تشترك كل من الإلكترونات (وهي سالبة الشحنة) والثغرات (وهي موجبة الشحنة) في نقل التيار الكهربائي.
وبينما تتحرك الإلكترونات المتحررة بحرية فلا تستطيع الثغرات الموجبة التحرك بسبب ثباتها في موقعها في البلورة. وإنما يمكن تخيل حركتها من كون الإلكترونات تقفز بين ثغرة وثغرة، فتبدو كما لو كانت الثغرات الموجبة تتحرك في عكس اتجاه حركة الإلكترونات.
وتوجد طريقة أخرى لنشأة الثغرات الإلكترونية في شبه الموصل وذلك عن طريق تشويبه بذرات مختلفة عنه. ففي شبه الموصل تتسبب الذرات الغريبة في تكون مستويات للطاقة في الذرة
في نطاقات فارغة من الإكترونات. وهي تتسم بأن الطاقة الازمة لتحرير أحد الإلكترونات في شبه الموصل المشوب تكون أقل عن الطاقة اللازمة لتحرير إلكترون في شبه الموصل النقي.
وهذا هو السبب في أن التوصيل الكهربائي يتم عند درجات حرارة منخفضة في أشبا الموصلات المشوبة. وبحسب عدد إلكترونات التكافؤ في العنصر المشوب الغريب عن البلورة يمكن تولد عدد من الثغرات الإلكترونية في شبه الموصل المشوب.
وفي تقنية أشباه الموصلات تستخدم عناصر مشوبة مثل الفسفور أو البورون B لتشويب السيليكون Si. وهي تشوب السيليكون، بغرض زيادة قابليته على التوصيل الكهربائي بالمقارنة بمعامل توصيله للكهرباء في حالته النقية.

Bei p-Dotierung ersetzt ein Atom mit einem Valenzelektron weniger (Akzeptor) ein Gitteratom, so dass die Fehlstelle wie ein positiver Ladungsträger wirkt

ويبين الشكل أعلاه بلورة شبه الموصل Si السيليكون مشوب بذرتي بور B تنتج تشويب من نوع p-Dotierung، حيث تحتوي كل ذرة مشوبة B على 1 إلكترون أقل عن جيرانها Si، مكونة ثغرة إلكترونية (ممثلة بدائرة بيضاء صغيرة).
أما الشكل على اليمين فهو يوضح حزمة إلكترونات التكافوء في الذرة (أصفر) ويبلغ فيه طاقة الإلكترون Ev. وتقع حزمة التوصيل (الإلكتروني) (أزرق) فوق حزمة إلكترونات التكافؤ، وتنفصل عنه بطاقة كمومية مقدارها Ec - Ev . تسمى Ec - Ev «ثغرة الحزم» ، ولا بد أن يكتسب الإلكترون تلك الطاقة (وتسمي طاقة التحرير = وهي تعادل الطاقة اللازمة للإلكترون لكي يقفز من حزمة التكافؤ إلى حزمة التوصيل .) يكتسب الإلكترون تلك الطاقة من الخارج، إما بالإثارة الحرارية أو بامتصاص فوتون فيصبح حرا طليق الحركة، أي غير مرتبط بالذرة.

## أشباه الموصلات والثغرة الإلكترونية
تتسم بلورات المواد بتوزيع للإلكترونات فيها في أنظمة طبقية للطاقة. الطبقات السفلى لا تقوم بتوصيل التيار . في المعادن (الموصلات) تكون طبقات طاقة الإلكترونات متصلة بين الطبقات التحتية والطبقات الموصلة (أحمر في الشكل) . بينهما حد التوصيل وهي تسمى طاقة فيرمي EF. فيسهل على الإلكترونات الحركة والتوصيل . في العوازل تفصل بين طبقة التوصيل والطبقات العازلة التحتية طبقة عازلة ؛ لهذا لا تستطيع الإلكترونات الوثوب إلى أعلى إلى طبقة التوصيل، ولهذا تكون المادة عازلة . أما في أشباه الموصلات فتكون الطبقة العازلة رقيقة بحيث يسهل للإلكترون تعديتها إلى الطبقة العليا الموصلة (أحمر) باكتسابه طاقة خارجية صغيرة، فينطلق ويقوم بالتوصيل الكهربائي.
في الشكل defectelectron هي الثغرة الإلكترونية  التي يتركها الإلكترون في شبه الموصل في الطبقة السفلية (أزرق) عندما يغادر موقعه فيها ويصعد إلى طبقة التوصيل . بهذا تصبح الثغرة ذات شحنة موجبة (أنظر الشكل السفلي إلى اليسار، حالة شبه موصل).

أنظمة طبقات الطاقة في المعادن وأشباه الموصلات وفي العوازل. (E = الطاقة – وهذا يعادل الشغل W الذي يمكن أن يؤديه الإلكترون بالإنتقال ؛ و E_{F} طاقة التوصيل (أو حد التوصيل) وهي تسمى طاقة فيرمي. لا بد أن يتعدى الإلكترون طاقة فيرمي ليقوم بالتوصيل الكهربي. طبقات الطاقة في المعادن تكون متصلة ويمكن للإلكترونات التحرك ونقل التيار. أما في العوازل فتوجد بين طبقات التوصيل طبقة عازلة لا تستطيع الإلكترونات أن تتخطاها إلا بعد الحصول على طاقة كبيرة (أو حرارة عالية). واما في أشباه الموصلات فتكون الطبقة العازلة بين طبقات التوصيل قليلة السمك بحيث يسهل للإلكترونات عبورها إلى طبقة التوصيل (العليا) عند اكتساب الإلكترونات طاقة ضئيلة إضافية.

## اقرأ أيضا
- تصنيع أجهزة أشباه الموصلات
- غرفة نظيفة
- عداد شبه الموصلات
- أوسيليستور